# The Farmer's Daughter
The Farmer's Daughter (bra Ambiciosa) é um filme norte-americano de 1947, gênero comédia romântica, dirigido por H. C. Potter, com roteiro de Allen Rivkin e Laura Kerr baseado na peça "Juurakon Hulda", de Hella Wuolijoki (usando o pseudônimo Juhani Tervapää).
Por seu desempenho nesse filme, Loretta Young levou o Oscar de melhor atriz.

## Sinopse
Katrin 'Katie' Holstrom (Loretta Young), uma moça de origem sueca, que deixa a fazenda da família para ir à escola de enfermagem em Capitol City. O pintor Adolph Petree, oferece-lhe carona, mas no caminho lhe rouba todo o dinheiro. Recusando-se em recorrer ao dinheiro dos pais, Katie acaba trabalhando como empregada doméstica na casa de uma poderosa família de políticos, os Morley. Logo, ela impressiona sua patroa, Agatha Morley (Ethel Barrymore), seu fiel mordomo José Clancey (Charles Bickford), e Glenn Morley, filho de Agatha e representante político da família. Este último sente um pouco atraído pela jovem.
Os problemas surgem quando Morley e outros membros de seu partido político, nomeiam Anders J. Finley como o substituto de um deputado falecido recentemente. Sabendo do homem, Katie desaprova fortemente a de Glenn. Ela assiste a reunião pública organizada para apresentar Finley e começa a fazer algumas perguntas que por fim o embaraçam. Os líderes do partido da oposição ficam impressionados e oferecem a Katrin o seu apoio nas próximas eleições. Quando Katie aceita, relutantemente, a oferta, tem que parar seu trabalho na casa dos Morley, para grande aborrecimento de Glenn.

## Elenco
- Loretta Young … Katrin Holstrom
- Joseph Cotten … Glenn Morley
- Ethel Barrymore … Agatha Morley

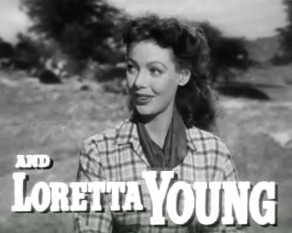
Loretta Young

- Charles Bickford … Joseph Clancy (major-domo)
- Rose Hobart … Virginia Thatcher
- Rhys Williams … Adolph Petree
- Harry Davenport … médico
- Tom Powers … Hy Nordick
- William Harrigan … Ward Hughes
- Lex Barker … Olaf Holstrom
- Harry Shannon … Mr. Holstrom
- Keith Andes … Sven Holstrom
- Thurston Hall … Wilbur Johnson
- Art Baker … Anders Finley
- Don Beddoe … jornalista de "cara redonda"
- James Arness … Peter Holstrom
- Anna Q. Nilsson … sra. Holstrom

## Prêmios e indicações
Oscar 1948 (EUA)
- Venceu na categoria de melhor atriz (Loretta Young).
- Indicado ao Oscar de melhor ator coadjuvante (Charles Bickford)